# Ministère de la Famille, du Travail et des Services sociaux
Le ministère de la Famille, du Travail et des Services sociaux turc, en turc Türkiye Cumhuriyeti Aile, Çalışma ve Sosyal Hizmetler Bakanlığı, est l’administration de la république de Turquie responsable de la politique familiale, des droits des femmes, du travail, de la politique de l'emploi, des services sociaux et de la politique sociale en Turquie. Le ministère est dirigé par Ozdemir mahinur
Le ministère bénéficie, pour l'année 2020, d'un budget de 125,8 milliards de livre turque

## Histoire
La première administration du travail a été créée le 27 mai 1934 sous le nom de : Bureau du Travail et des Travailleurs, İş ve İşçiler bürosu, intégrée directement au ministère des finances, publié par le Journal officiel de la république de Turquie.
Le 22 juin 1945, Le Bureau du Travail et des Travailleurs est remplacé par le ministère du Travail et de la Sécurité sociale, Çalışma ve Sosyal Güvenlik Bakanlığı. 
Le 9 décembre 2004, La Direction générale de l'assistance sociale et de la solidarité, Sosyal Yardımlaşma ve Dayanışma Genel Müdürlüğü, est publié par le Journal officiel de la république de Turquie.
Le 2 juin 2005, Nimet Baş est nommée au ministère de la Femme et de la Famille, Kadın ve Aile Bakanlığı. 
Le ministère de la Famille et des Politiques sociales, Aile ve Sosyal Politikalar Bakanlığı, regroupe le 8 juin 2011, le ministère de la Femme et de la Famille et la Direction générale de l'assistance sociale et de la solidarité.
Le décret-loi 703 de la Grande Assemblée nationale de Turquie, fusionne le ministère de la Famille et des Politiques sociales et le ministère du Travail et de la Sécurité sociale pour devenir le ministère du travail, des services sociaux et de la famille.
Le 10 juillet 2018, son nom officiel devient le Ministère de la Famille, du Travail et des Services sociaux,.

### Articles liés
- Liste des ministères en Turquie